# Ultrafiltración

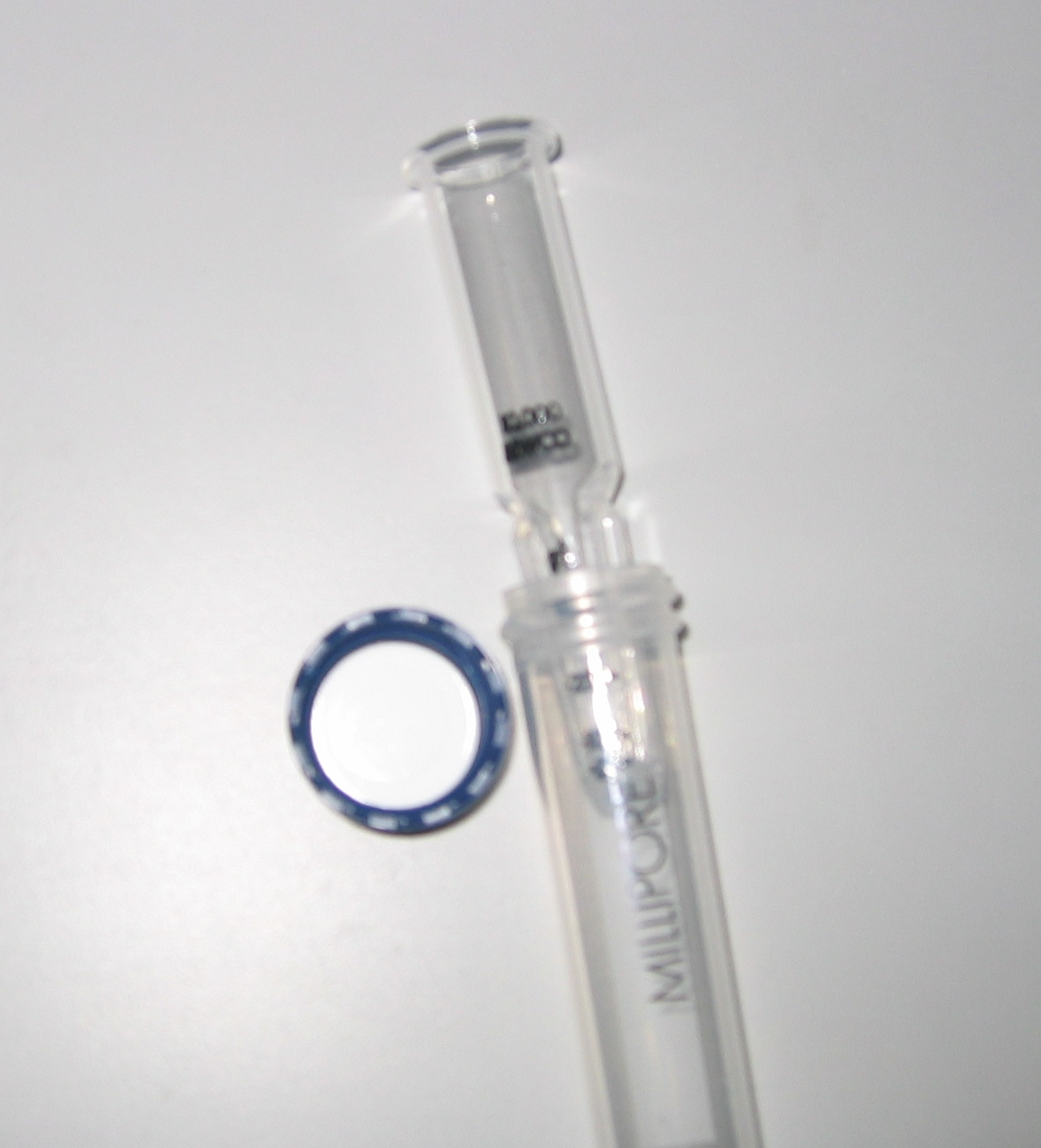
Membrana selectivamente permeable montada en un tubo de centrífuga. El tampón que contiene una proteína a concentrar se fuerza a través de la membrana mediante centrifugación, dejando la proteína en la cámara superior.

Ultrafiltración (UF) es un tipo de filtración por membranas en la cual la presión hidrostática fuerza un líquido contra una membrana semipermeable. Los sólidos suspendidos y los solutos de alto peso molecular son retenidos, mientras que el agua y los solutos de bajo peso molecular atraviesan la membrana. Este proceso de separación es usado en industria e investigación para purificar y concentrar soluciones macromoleculares (103 - 106 Da). Ultrafiltración no es fundamentalmente diferente a otros procesos como microfiltración, nanofiltración o separación de gases, excepto en los tamaños de las moléculas que retienen. Ultrafiltración es aplicada en casos de flujo cruzado o flujo sin salida.

## Procesos
Los sistemas de ultrafiltración eliminan la necesidad de clarificadores. Los sistemas de ultrafiltración utilizan membranas que pueden ser sumergidas, reutilizables y limpiables por aire ofrecen mejores características para la clarificación de las aguas potables y residuales.

## Geometría de membranas
- Módulo enrollado en espiral: Consiste en varias capas consecutivas de membranas y material de soporte enrollado alrededor de un tubo. Esto maximiza el área de filtrado. Son más baratas, sin embargo, son más sensibles a la polución.
- Membrana tubular: La solución a filtrar se hace circular por el núcleo de una membrana y el líquido ya filtrado se recoge en unas cajas tubulares. Se usa para líquidos viscosos o de muy mala calidad. El sistema no es muy compacto y tiene un alto coste por unidad de área instalada.
- Membrana de fibra hueca: Los módulos contienen varios tubos o fibras de pequeño diámetro (de 0,6 a 2 mm). La solución a filtrar fluye a través de los núcleos abiertos de fibras y el líquido percolado es recogido en un cartucho que rodea las fibras.

## Configuración de los módulos en la ultrafiltración
- Configuración de sistemas presurizados
- Sistemas sumergidos

## Eliminación de Partículas
- Endotoxinas
- Plásticos
- Virus
- Smog
- Limo
- Proteínas

## Aplicaciones
- Diálisis y otros tratamientos de la leche
- Concentración de la leche antes hacer queso
- Procesos médicos de concentración de derivados biotecnológicos, como concentración de proteínas
- Fraccionamiento de proteínas
- Clarificación de zumo de frutas
- Recuperación de antibióticos en la industria farmacéutica
- Purificación de agua en laboratorio
- Depuración de aguas
- Tratamiento de agua potable